# DeGarmo and Key
Degarmo&Key foi um banda estadunidense de rock cristão de notável sucesso durante os anos 80.

## Biografia
A banda foi fundada pelo tecladista Eddie DeGarmo e o guitarrista Dana Key que anteriormente, faziam parte de uma banda de curta duração chamado “Globe”. Após Eddie e Dana se tornarem cristãos, eles tentaram convencer os outros membros da banda a mudar o estilo do grupo para a música cristã. Depois de muita discussão, Dana & Eddie se separaram, deixando o Globe (cerca de 1973) e por um curto período de tempo, pararam de tocar em eventos ao vivo. Os membros restantes do Globe continuaram e, em 1975, mudaram o nome da banda para “Natchez”.
Dana & Eddie foram mais tarde influenciados pelo álbum “Only Visiting This Planet” do visionário rockeiro cristão Larry Norman. O que eles viram no trabalho de Larry é o que eles realmente acreditavam que Deus poderia fazer através da música cristã contemporânea e assim, começou o "DeGarmo & Key Band" (o nome listado em seus quatro primeiros álbuns). Seu primeiro álbum, This Time Thru (lançado em 1978) pela gravadora "Lamb & Lion Records", não obteve reconhecimento imediato apesar da boa aceitação do público. Porém, no ano seguinte, a banda alcançaria o início de seu sucesso ao lançar Straight On, considerado hoje como um dos álbuns mais importantes da história da música cristã contemporânea.
No álbum seguinte, This Ain't Hollywood (1980), a banda começava a deixar de lado o Blues, mostrando mais influências do Pop rock, estilo que seria bem explorado ainda mais nos discos seguintes. Em 1982, DeGarmo & Key grava seu primeiro álbum ao vivo, intitulado No Turning Back: Live, com os melhores sucessos de seus três primeiros discos lançados pela Lamb & Lion Records.
Em 1983, com a saída da banda da gravadora Lamb & Lion Records e seu ingresso na "PowerDiscs", ocasionou-se uma ligeira modificação no nome da banda, que a partir daí passou a ser conhecida simplesmente como DeGarmo & Key pelo resto de sua carreira. Uma outra mudança ainda muito mais notável aconteceu em seu estilo musical, o qual migrou definitivamente para uma sonoridade mais pop rock no disco Mission of Mercy, primeiro álbum da banda pela nova gravadora PowerDiscs.
Durante o ano de 1984, DeGarmo & Key se tornou o primeiro grupo cristão a ter um vídeo de música exibido pela MTV. O videoclipe original da música "Six, Six, Six" (do álbum Communication) foi um de uma série de vídeos que a MTV retirou do ar na época, alegando conter um suposto conteúdo violento. O expurgo foi uma reação do público às audiências do Senado dos EUA sobre sexo e violência na música. A MTV tinha ironicamente mal interpretado a canção "Six, Six, Six" como uma declaração anti-cristã. De acordo com relatórios da indústria de notícias da época, a direção da MTV não sabia que DeGarmo & Key era uma banda cristã quando incluiu o vídeo em uma lista de clipes a serem excluídos da grade de programação. Envergonhada, a direção da emissora permitiu que DeGarmo & Key apresentasse uma versão reeditada do vídeo, que voltou a ser exibido. A cena que foi removida do vídeo original era uma cena curta de um homem que representa o Anticristo sendo incendiado.
No ano seguinte, é lançado Commander Sozo and the Charge of the Light Brigade, o sétimo álbum do grupo, que se destacou pelos hits "Destined To Win" e "Casual Christian".
Em 1986 a banda lançou o álbum Streetlight, que viria a ser um dos maiores êxitos de sua carreira. De acordo com Stan Coats (empresário de longa data da banda), a produção de "Streetlight" foi originalmente concebida para dar ênfase a uma guitarra mais pesada, porém, a gravadora temia que um som mais pesado pudesse não ser bem aceito pelas estações de rádio, de modo que a sonoridade do álbum foi atenuada. "Streetlight" também introduziu uma nova forma da banda gravar os seus álbuns, onde todos tocavam juntos ao vivo no estúdio em vez de cada um gravar seu instrumento separadamente.[carece de fontes?]
Em 1987, Steve Taylor (guitarra, vocal de apoio) se juntou a banda e eles lançaram o álbum D&K, o qual é de longe, o mais difícil trabalho gravado por DeGarmo & Key, mas também, um dos mais memoráveis. As músicas de "D&K" lidam com muitas questões sociais e espirituais, tais como: suicídio de adolescentes ("Teenage Suicide"), o julgamento entre os irmãos ("Brother Against Brother"), em pé de verdade ("Stand") e problemas conjugais ("Strength Of Love"). O encarte do álbum também continha referências da Bíblia a fim de mostrar o significado bíblico para cada canção.[carece de fontes?]
Em 1988, DeGarmo & Key lançou um álbum e vídeo caseiro de um show de sua turnê do álbum "D&K" intitulado Rock Solid: Absolutely Live e o vídeo intitulado "Rock Solid...The Rock-U-Mentary". A diferença deste registro ao vivo da banda em relação ao seu primeiro disco ao vivo lançado em 1982 é que este álbum não utilizou overdubs ou quaisquer outras melhorias de estúdio, o que resultou em uma sonoridade mais crua, porém, com a mesma emoção de sentir-se na platéia no momento do concerto.[carece de fontes?]
Posteriormente, mais quatro trabalhos inéditos foram lançados nos anos seguintes, sem contar com os dois álbuns solo de Eddie DeGarmo ("Feels Good to Be Forgiven" e "Phase II") e mais dois de Dana Key ("The Journey" e "Part Of The Mystery"), sendo que a partir de 1991, a banda mudou para a gravadora Benson Music, na qual permaneceria até o fim de sua carreira.
Em 1995, DeGarmo & Key encerra oficialmente suas atividades e Dana Key passa a se dedicar integralmente ao pastoreado da comunidade cristã "The Love of Christ" em Cordova, TN. Entretanto, após mais de uma década depois do fim da banda, DeGarmo & Key se reuniu novamente em 2008, para uma participação especial no Cornerstone Festival realizado em Bushnell, Illinois.
Infelizmente, Dana Key veio a falecer em 6 de junho de 2010 devido a complicações associadas a um coágulo sanguíneo. Embora ele tenha tido problemas de saúde anteriores, sua morte foi inesperada e prematura.
Em janeiro de 2011 a dupla foi incluída no Hall da “Gospel Music Association of Fame”.
Atualmente, Eddie DeGarmo é presidente da EMI Music Publishing cristã nos Estados Unidos.

## Discografia

### Álbuns de Estúdio
- (1978) - This Time Thru
- (1979) - Straight On
- (1980) - This Ain't Hollywood
- (1983) - Mission of Mercy
- (1984) - Communication
- (1985) - Commander Sozo and the Charge of the Light Brigade
- (1986) - Streetlight
- (1987) - D&K
- (1989) - The Pledge
- (1991) - Go to the Top
- (1993) - Heat It Up
- (1994) - To Extremes

### Álbuns Ao Vivo
- (1982) - No Turning Back: Live
- (1988) - Rock Solid: Absolutely Live

### Coletâneas
- (1987) - Streetrock
- (1992) - Destined to Win: The Classic Rock Collection
- (1994) - Greatest Hits Vol. 1
- (2003) - History Makers
- (2006) - The Very Best of DeGarmo & Key